# 夏朗德堡
夏朗德堡（法語：Bourg-Charente，法語發音：[buʁ ʃaʁɑ̃t]）是法国夏朗德省的一个市镇，属于干邑区。

## 地理
夏朗德堡（45°40'22"N, 0°13'15"W）面积12.02 平方千米，位于法国新阿基坦大区夏朗德省，该省份为法国西部内陆省份，北起德塞夫勒省和维埃纳省，东临上维埃纳省，东南至多尔多涅省，南至多爾多涅省，西接滨海夏朗德省。
与夏朗德堡接壤的市镇（或旧市镇、城区）包括：让萨克拉帕吕、雅纳克、瑞列讷、圣布里斯、瑟贡扎克、曼克斯-贡德维尔。

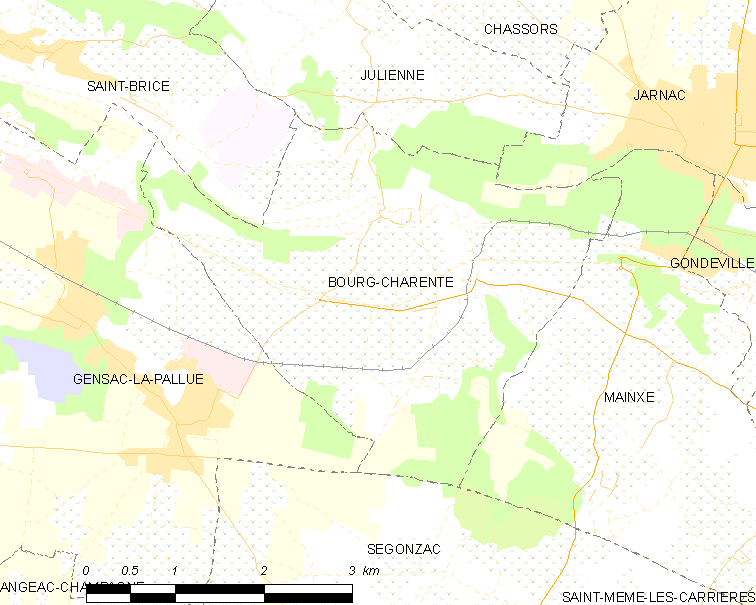
夏朗德堡的OSM定位图

夏朗德堡的时区为UTC+01:00、UTC+02:00（夏令时）。

## 行政
夏朗德堡的邮政编码为16200，INSEE市镇编码为16056。

## 政治
夏朗德堡所属的省级选区为雅纳克县。

## 人口

1962-2008年间夏朗德堡人口变化图示

夏朗德堡于2022年1月1日时的人口数量为885人。